# Macaco de estimação

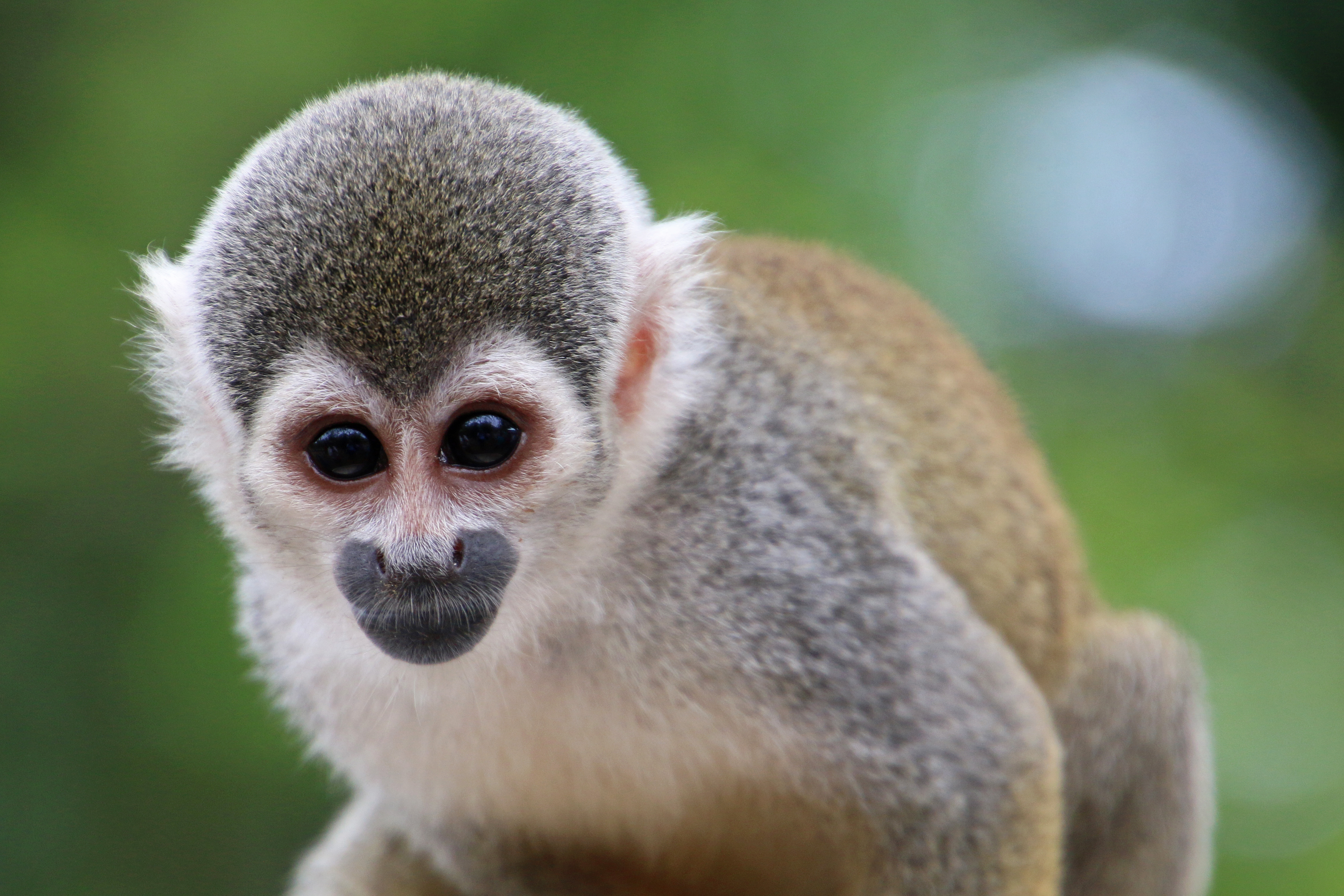
O macaco-esquilo (Saimiri) é comumente capturado para o comércio de animais de estimação ilegal

Um macaco de estimação é um primata mantido em cativeiro, geralmente com o propósito de companhia ou entrenimento, sendo tratado como um animal de estimação. A prática de manter macacos como animais de estimação é controversa e criticada por primatologistas e zoólogos devido a preocupações com a conservação, o bem-estar dos animais e os riscos à saúde e segurança públicas. Os tipos de macacos mais comuns mantidos como animal de estimação incluem macacos-prego, chimpanzés, macaca, saguinus, callithrix, cercopitecos, macacos-esquilo, entre outros.

## História
Desde o início do Antigo Egito, macacos eram frequentemente mostrados como animais de estimação. Após a Era dos Descobrimentos, muitos exploradores europeus trouxeram macacos de África e do Novo Mundo, a maioria dos quais foram comprados a preços elevados pelos aristocratas e ricos ou recolhidos por zoológicos.[carece de fontes?]
No final do século XVII e meados do século XIX, quando os britânicos começaram a explorar a África, jovens macacos eram frequentemente capturados e levados a bordo do navio para entreter os marinheiros. Por exemplo, um macaco senegalês foi mantido como animal de estimação por um cozinheiro de navio no século XIX e entretinha os passageiros com suas brincadeiras. Alguns foram mantidos mais tarde em zoológicos; muitos macacos modernos em cativeiro no Reino Unido são descendentes de macacos da era vitoriana.
Muitas rainhas europeias gostavam de ter macacos como animal de estimação e vesti-los com fantasias elaboradas, como Catarina de Médici e Henriqueta Maria de França, esposa de Carlos I de Inglaterra.
Acredita-se que a mesma prática ocorreu durante as Guerras Napoleônicas; há rumores de que tais práticas fizeram com que um macaco fosse enforcado em Hartlepool, fazendo com que o povo de Hartlepool fosse apelidado de "Monkey Hangers".
No passado, manter primatas de estimação era muito mais aceitável socialmente, cenário que, aos poucos, vem mudando. No Reino Unido, ações estão sendo propostas pelo governo e por defensores dos direitos dos animais contra o comércio e a criação (respectivamente) de primatas como animais de estimação.
Diversas celebridades já tiveram macacos como animais de estimação, entre elas Chris Brown, Elvis Presley, Justin Bieber, Kardashians e Michael Jackson. No Brasil, são conhecidos Latino e Emerson Sheik. Segundo Ben Garrod, um professor de biologia evolutiva e engajamento científico, as celebridades podem estar dando o exemplo errado ao possuir macacos como animais de estimação. Garold diz que "as pessoas não estão cientes dos processos adequados para cuidar de macacos, pois eles não são animais domésticos".

## Como animais de serviço para os deficientes

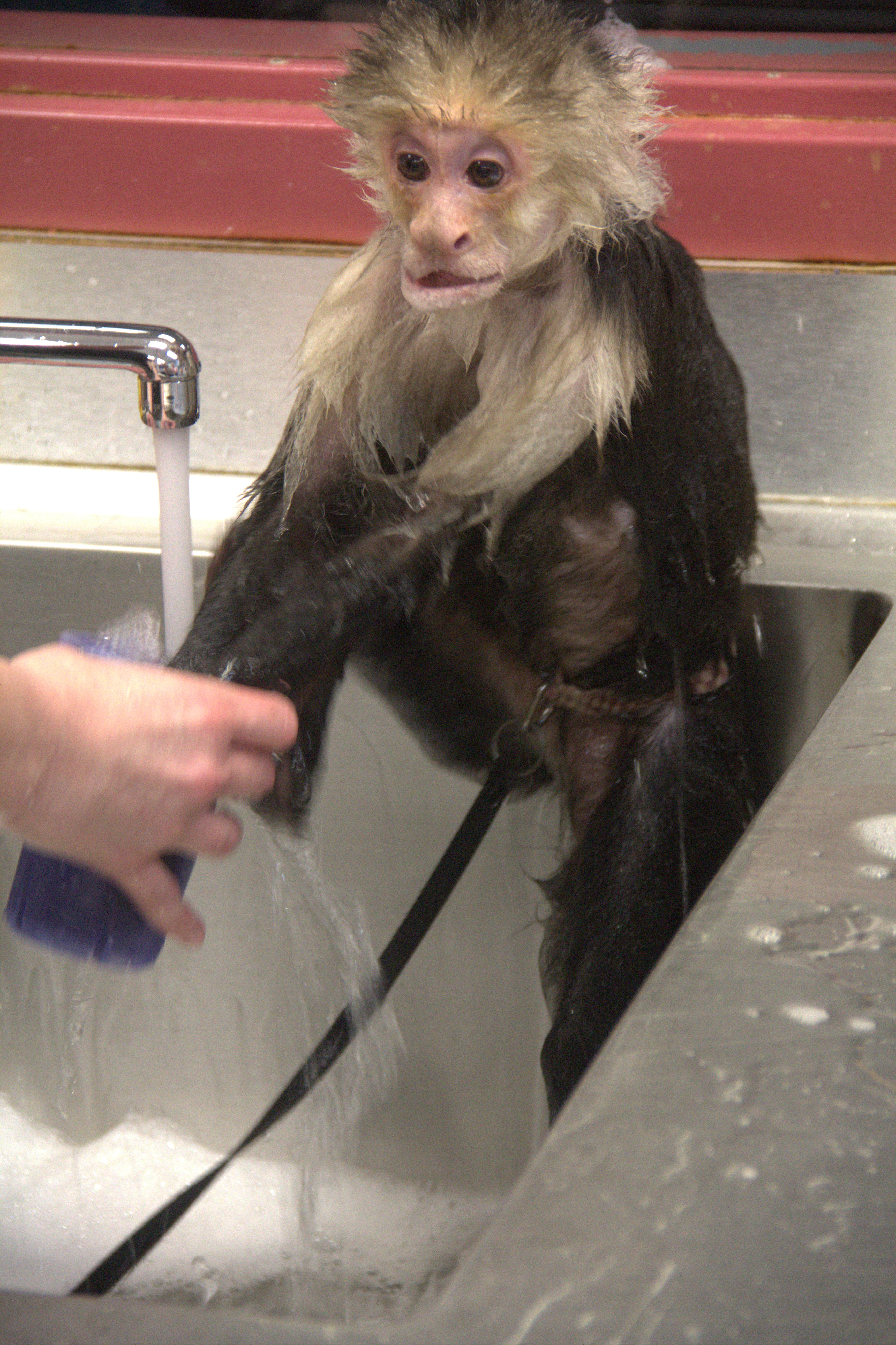
Um macaco de serviço lavando-se

Algumas organizações treinam macacos capuchinhos como macaco ajudante para auxiliar tetraplégicos e outras pessoas com lesões graves na medula espinhal ou deficiências de mobilidade. Após serem socializados em um lar humano quando filhotes, os macacos passam por um extenso treinamento antes de serem colocados com um tetraplégico. Os macacos ajudam realizando tarefas como fazer comida no forno de micro-ondas, lavar o rosto e abrir garrafas de bebida. Para segurança e a possibilidade de aprender através de métodos de condições operacionais usando punição positiva, os tetraplégicos tinham a capacidade de dar um tom de alerta ou choque de 0,5 segundos no macaco. Como com todos os primatas, os macacos nunca devem ser totalmente confiados a uma vida humana em um ambiente que eles consideram exigente ou onde suas necessidades não estão sendo atendidas. Em pelo menos um estudo, o macaco completou todas as tarefas e a punição foi usada apenas na fase de aprendizagem.

## Cuidados
A maioria das pessoas não estão cientes dos processos adequados para cuidar de um macaco. Algumas espécies de primatas podem viver por 20-40 anos. Quando filhotes, eles são calmos, mas assim que crescem (na puberdade) seu comportamento muda completamente. Eles se tornam imprevisíveis, agressivos, incontroláveis e perigosos, muitas vezes mordendo e atacando seus donos. Os primatas precisam de espaço, ser socializados com outros primatas, ter companheiros e estímulo mental. Conforme os animais de estimação ficam mais velhos, mais fortes e mais imprevisíveis, alguns proprietários tentam mudar o comportamento natural do animal. Proprietários de santuários dizem que táticas para mudar o comportamento incluem confinamento em pequenos recintos, acorrentamento, choque, espancamento e remoção de dentes e unhas para evitar arranhões e mordidas.
A interação humana não substitui a convivência com outros macacos. Primatas são animais sociais que precisam estar perto de sua própria espécie para se desenvolverem normalmente, tanto psicologicamente quanto emocionalmente. Os humanos não são substitutos para os cuidados de uma mãe macaca. Além disso, eles precisam estar na natureza para cumprir seu papel ecológico.
Os primatas têm dietas especializadas e precisam de veterinários especializados que podem ser caros e difíceis de encontrar. Os primatas podem também podem transmitir doenças para os seres humanos e vice-versa, como herpes, raiva, novas cepas de gripe, etc. Além disso, doença metabólica óssea (raquitismo) é um problema de saúde comum, debilitante e doloroso em primatas de estimação causado por uma dieta pobre e falta de luz UV.

## Controvérsias

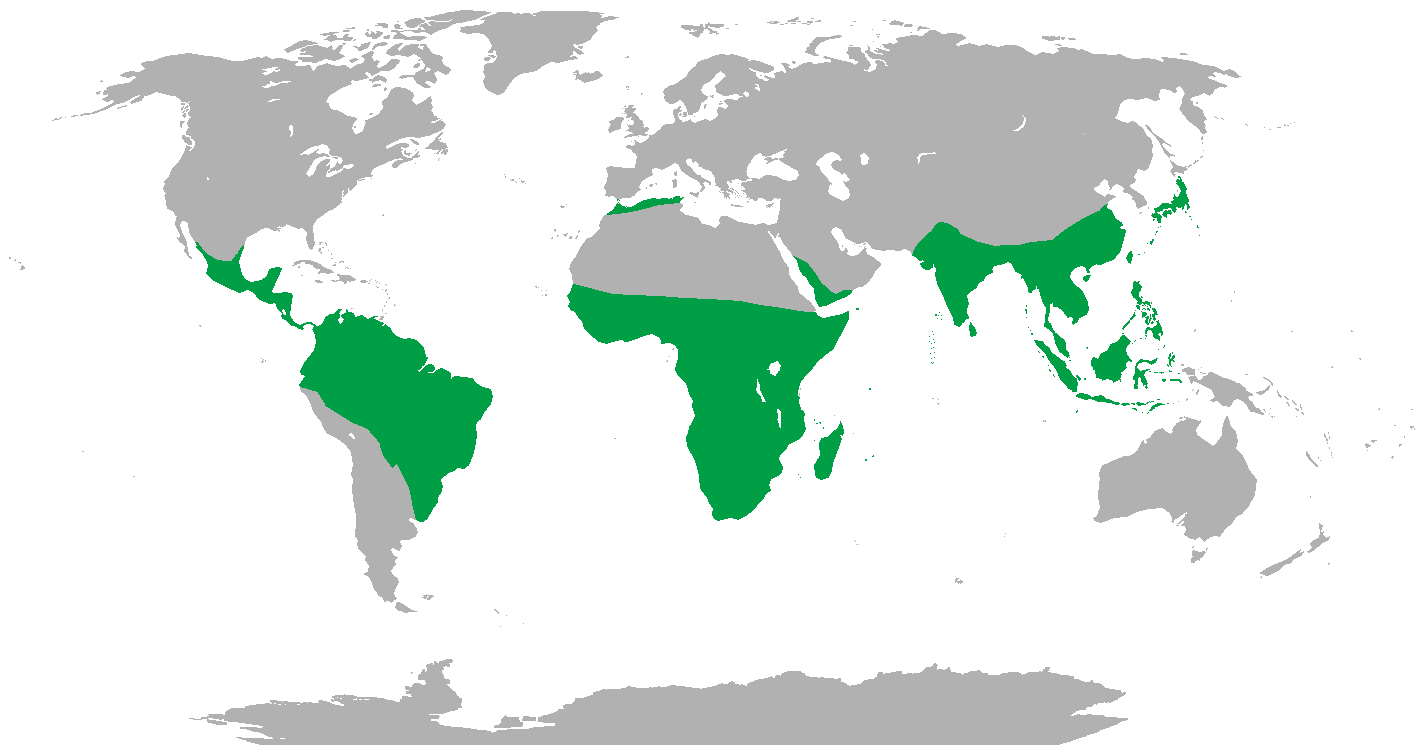
Distribuição geográfica dos primatas não humanos

A prática de manter macacos como animais de estimação é controversa. Os primatas são um grupo diversificado de mais de 250 espécies que vivem em cinco continentes, mas são comumente encontrados nas regiões tropicais do planeta. Os primatas são frequentemente retratados como pequenos animais "semelhantes aos humanos", inteligentes e interativos, cuja convivência com seres humanos pode parecer atraente. No entanto, a posse de primatas como animais de estimação envolve questões legais complexas, dilemas éticos e, muitas vezes, sentimentos contraditórios por parte dos próprios proprietários. A exibição de primatas ao lado de celebridades contribui para a percepção equivocada de que esses animais seriam adequados para a vida doméstica. Especialistas, acadêmicos, assistentes sociais e funcionários de zoológico concordam que os primatas são totalmente inapropriados como animais de estimação.
Diferentemente dos cães e gatos, primatas não são domesticados. Enquanto que os cães e gatos são criados há gerações especialmente como animais de estimação, a maioria dos primatas criados como animais de estimação são apenas o resultado de duas ou três gerações em cativeiro e são, na maioria dos aspectos, animais ainda selvagens e indomados. As tentativas de domesticá-los resultam em um animal mentalmente perturbado. Nenhuma quantidade de treinamento, punição ou tratamento afetuoso pode reverter essa condição, tornar um animal selvagem domesticável ou impedir que ele afirme seu domínio.

Por definição, um animal de estimação é um animal que tocamos e brincamos em nossas casas e de modo algum é do maior interesse de um primata ser constantemente tocado e "brincado" pelas pessoas. Eles precisam dos seus próprios grupos sociais, são extremamente difíceis de cuidar e muitas vezes crescem agressivos e impossíveis de controlar. Os donos então os levam a um veterinário, esperando que sejam magicamente 'consertados'. São animais selvagens e, a esse respeito, não são diferentes dos tigres. Não se manteria um tigre em casa, por isso não se mantém um macaco.— Sharon Redrobe, cirurgiã veterinária e CEO do Twycross Zoo
Além disso, a compra de um macaco alimenta o comércio ilegal de animais de estimação exóticos. Isso encoraja os criadores de primatas a continuar o círculo vicioso e os caçadores furtivos a continuar a matar primatas adultos para que possam levar seus filhotes para vender. Os macacos são separados da mãe quando ainda são filhotes (com apenas alguns dias de idade) para serem vendidos aos humanos como animais de estimação. Isto é extremamente traumático não só para o filhote, mas também para a mãe que engravidará novamente, apenas para sofrer o mesmo destino em cada gravidez. Retirar adultos de um grupo também pode ser angustiante para todos os indivíduos.

## Por país

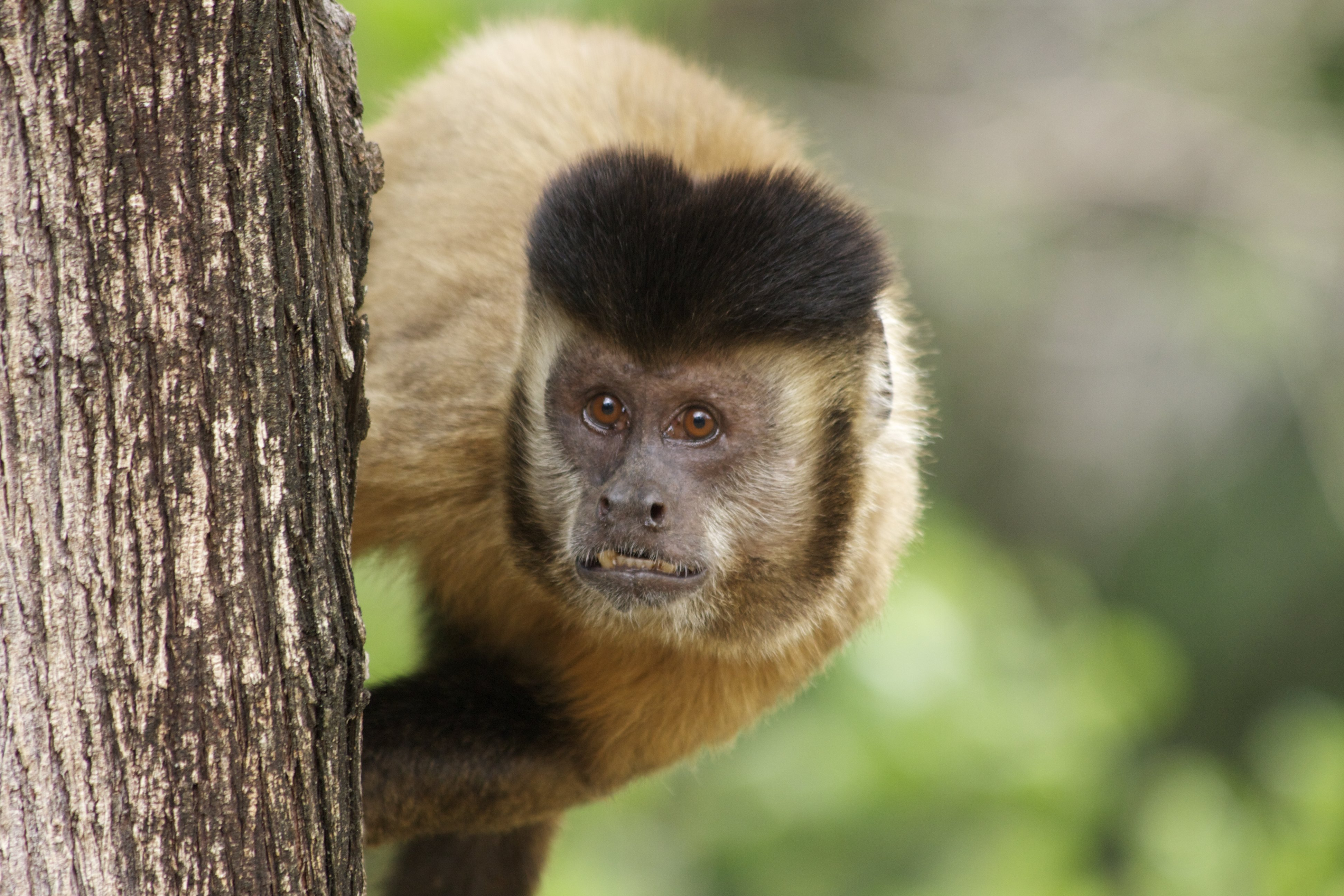
Macaco-prego

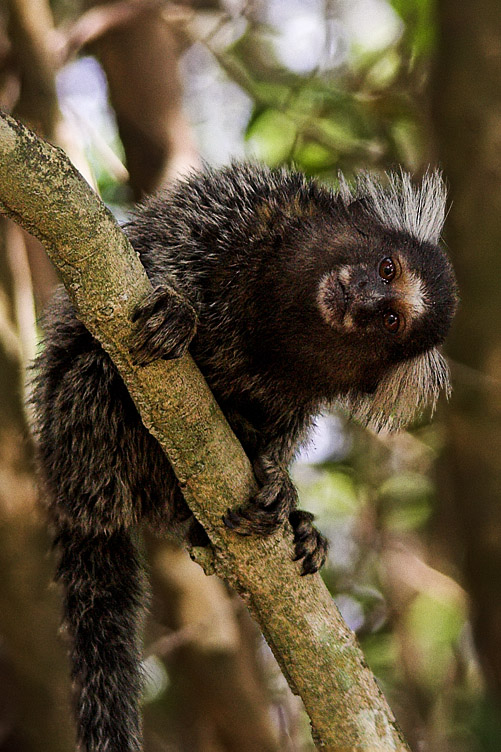
Sagui

### Brasil
O Brasil é o país com o maior número de primatas conhecidos. O bioma que mais possui espécies de primatas no Brasil é a Amazônia, com cerca de 92 espécies registradas. Excluindo o ser humano, são cerca de 118 espécies distribuídas em 4 famílias e 19 gêneros. Em números absolutos, existem hoje 35 espécies ameaçadas de extinção, em diferentes graus.
É possível adquirir primatas legalmente, desde que eles sejam nascidos em cativeiros autorizados pela secretaria ambiental do estado em questão. Primatas são vendidos em estabelecimentos regularizados pelo Instituto Brasileiro do Meio Ambiente e dos Recursos Naturais Renováveis (Ibama). A autorização é adquirida através do Sistema Nacional de Gestão da Fauna Silvestre, o SisFauna. Apenas duas espécies de pequenos primatas podem ser comercializadas com autorização do Ibama: o sagui e o macaco-prego. Ambas só podem ser vendidas por locais credenciados e compradas por pessoas que atendam às condições de moradia. Além disso, os macacos devem conter um microchip de identificação, nota fiscal e ficha de espécie. No Brasil, existe apenas um criadouro de macacos legalizado, situado no interior do município de Xanxerê, em Santa Catarina. É o único do país autorizado pelo Ibama para comercializar macacos-prego, bem como para a criação e comercialização de saguis.
No comércio ilegal, os primatas são um dos animais mais procurados. O Nordeste e o Norte são as regiões com maior volume de comércios ilegais, sendo a principal espécie o macaco-prego.
Em janeiro de 2021, a Sociedade Brasileira de Primatologia (SBPr) lançou nas redes sociais uma campanha contra a exploração de primatas como animal de estimação.

### Estados Unidos
A maioria dos estados dos EUA não tem restrições para manter macacos. A posse de primatas é ilegal em apenas 12 dos 50 estados americanos. No entanto, de acordo com a North American Primate Sanctuary Alliance (NAPSA), milhares de macacos e grandes macacos vivem em casas particulares nos Estados Unidos. Segundo Erika Fleury, diretora da NAPSA, "dados concretos sobre o número de primatas em propriedade privada que vivem atualmente nos EUA não estão disponíveis, porque a maioria desses 'animais de estimação' não tem documentação, morando em quintais e quartos de fundo das casas.

### Reino Unido
Para ter macacos no Reino Unido é preciso uma licença do Departamento de Meio Ambiente, Alimentação e Assuntos Rurais. Só é permitido certos macacos de pequeno porte. Existem atualmente cerca de 5 000 animais de estimação primatas nas famílias do Reino Unido — muitos deles sofrendo de más condições — e um crescente comércio ilícito de animais selvagens capturados. Em resposta a esse problema crescente, o Partido Trabalhista anunciou recentemente que tornaria ilegal o treinamento ou o mantimento de primatas em lares. Os saguis são os primatas mais comuns no Reino Unido. Cebídeos, macacos-esquilo, lêmures e micos também são espécies populares.
Lord Goldsmith, ministro do bem-estar animal, disse que muitos dos primatas estão na "miséria" devido à falta de espaço e estímulo e que "é preciso tomar medidas para prevenir o sofrimento causado a eles quando são mantidos como animais de estimação". Sob novas propostas do governo, o mantimento de macacos como animais de estimação será proibido na Inglaterra para acabar com o “imenso sofrimento” causado pelo comércio.
A Royal Society for the Prevention of Cruelty to Animals (RSPCA) pediu a proibição da criação e do comércio de primatas como animais de estimação. Para a organização britânica, os primatas não devem ser considerados animais de estimação, no sentido aceito da palavra. São animais selvagens não domesticados que não podem ser treinados em casa ou totalmente domesticados. A Dra. Ros Clubb, gerente científica sênior da RSPCA, disse que os primatas podem "ficar deprimidos sem estimulação adequada". Ela acrescentou: "Infelizmente, nossos inspetores ainda estão vendo situações chocantes em que macacos são confinados em gaiolas de pássaros, alimentados com fast food, bebidas açucaradas ou até mesmo drogas de classe A (drogas estimulantes; pertubadoras), privados de companheiros de sua própria espécie, vivendo na sujeira e na miséria e sofrendo de doenças."
Apesar de tais necessidades complicadas de cuidados, das elevadas preocupações de bem-estar e dos sérios riscos associados à propagação de certas doenças entre pessoas e primatas não humanos, continua a ser legal manter os primatas como animais de estimação no Reino Unido — independentemente de quão ameaçados estejam ou de quão perigosos possam ser. O cuidado dos primatas é abrangido pela Lei do Bem-Estar Animal (Animal Welfare Act of 2006 and Defra’s Code of Practice for the Welfare of Privately Kept Primates).